# حلبة الريم الدولية

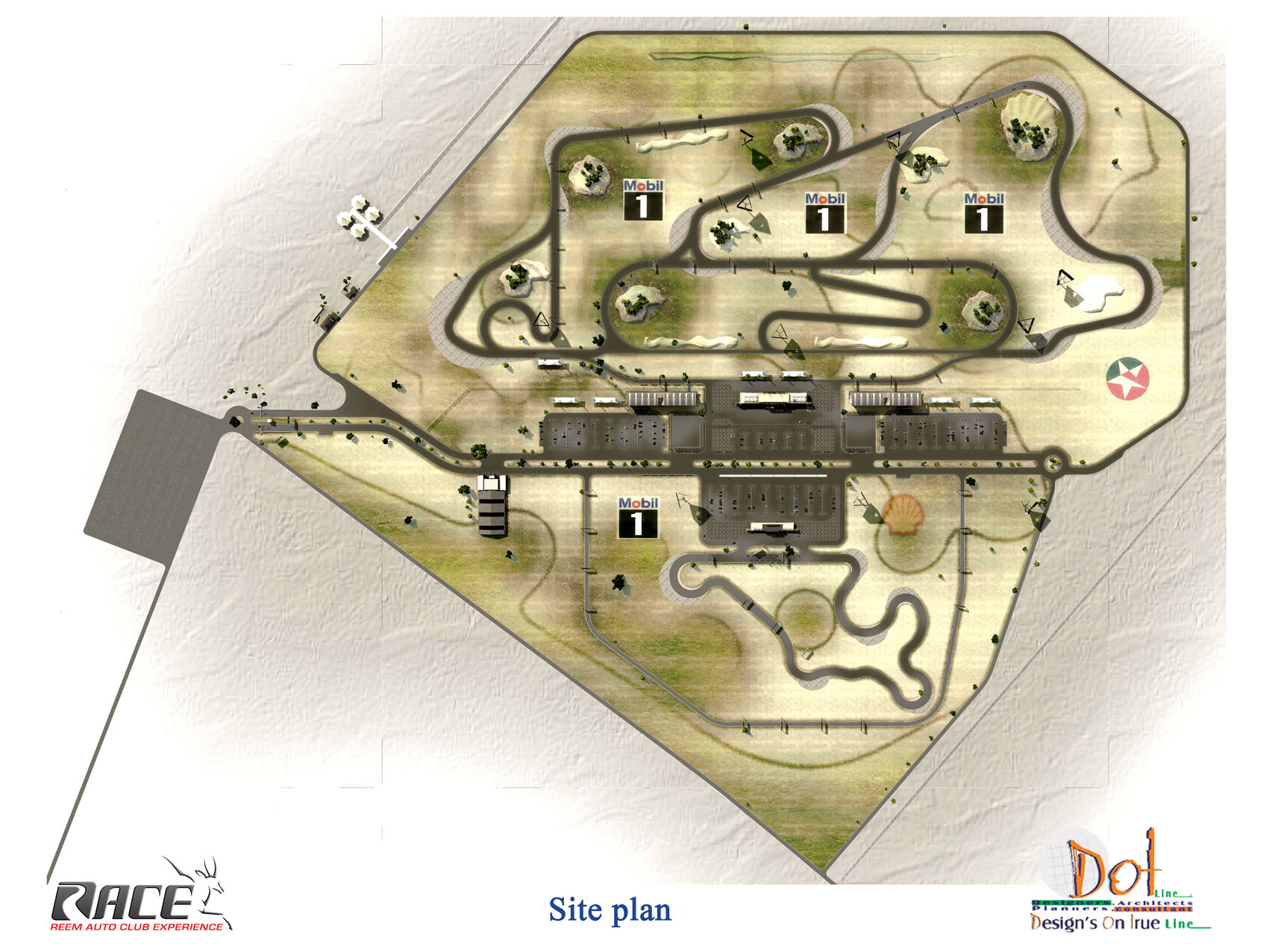
حلبة الريم

حلبة الريم الدولية هي أول حلبة للرياضة السيارات في المملكة العربية السعودية تقع 76 كلم إلى الغرب من مدينة الرياض في محافظة المزاحمية مرخصة من الاتحاد الدولي للسيارات.
تم إنشاء الحلبة من قبل صاحب السمو الملكي الأمير بندر الفيصل وبتكلفة تتجاوز 100 مليون ريال سعودي مملوكة بالكامل للقطاع الخاص، تم افتتاحها عام 2008م من قبل الرئيس العام لرعاية الشباب الأمير سلطان بن فهد بن عبدالعزيز آل سعود.
حلبة الريم تقع على قطعة رملية في وسط الصحراء بطبيعة برية وكان اسمها في الأصل خبيب الريم التي هي الموئل الطبيعي لنوع نادر من الغزلان.

## مسار السباق
تم تصنيف حلبة الريم من قبل الاتحاد الدولي للسيارات، فئة 3، حيث يمكنها استضافة سباقات سيارات جي تي وفورملا 2، طول المسار هو 3.2 كيلومتر، وتحتوي أيضاً على ثلاث مسارات مختلفة.
بها أيضاُ حلبة لسباقات الكارتنج ويبلغ طولها 1.2 كيلومتر.
وتحوي على العديد من المسارات المختلفة للموتوكروس والدريفت والأتوكروس والتطعيس والدراق.

## دائرة التاريخ
قامت على أرض حلبة الريم الدولية أول بطولة سباقات سيارات في السعودية لامبورجيني سوبر لاغيرا عام 2008م، وتم استضافة بطولات خليجية وشرق أوسطية مثل بطولة بورشه الشرق الأوسط و بطولة راديكال الشرق الأوسط وبطولة لومينا الخليج وبطولة فورملا بي إم دبليو السعودية وبطولة راديكال السعودية وبطولة لوتس السعودية وبطولة جي تي السعودية وبطولة فورملا F2000 السعودية.
وأيضاً تم إقامت أول بطول كارتنج في السعودية.

## وصلات خارجية
- / موقع الحلبة الرسمي

خريطة جوجل